# Bradashesh
Bradashesh là một xã trong quận Elbasan thuộc hạt Elbasan, Albania. Dân số năm 2005 là 10378 người.